# Naby Camara
Naby Camara   (Conakry, 1951 - Conakry, 4 de gener de 2018), conegut com a Papa Camara, fou un futbolista guineà de la dècada de 1970.
Fou internacional amb la selecció de futbol de Guinea.
Pel que fa a clubs, destacà a Hafia FC.
Fou seleccionador de Guinea el 1994.